# Carlo I di Hohenzollern
Carlo I di Hohenzollern (Bruxelles, 1516 – Sigmaringen, 18 marzo 1576) è stato conte di Hohenzollern dal 1525 al 1576.

## Biografia
Carlo era figlio del conte Eitel Federico III di Hohenzollern e di Giovanna di Witthem. Carlo I sposò Anna di Baden-Durlach (1512-1579).
Carlo, divenuto conte, passò in seguito a ricoprire cariche di rilievo anche nell'amministrazione del Sacro Romano Impero: dapprima fu tesoriere divenendo poi Presidente del Consiglio di Stato. Nel 1534 ricevette dall'Imperatore Carlo V le contee di Sigmaringen e Veringen.
Con la sua morte nel 1576 le proprietà della sua casata, che erano rimaste concentrate nelle sue mani sino a quel giorno, vennero divise tra i suoi figli sopravvissuti: questo diede luogo alla fondazione delle linee storiche collaterali della casata degli Hohenzollern, ovvero gli Hohenzollern-Hechingen (con a capo Federico IV), gli Hohenzollern-Sigmaringen (con a capo Carlo II) e gli Hohenzollern-Haigerloch (con a capo Cristoforo), linea che si estinse nel 1630 e che venne integrata nei domini degli Hohenzollern-Sigmaringen, per poi essere rifondata sul finire del secolo.

## Discendenti
- Ferfrido (1538-1556)
- Ernesto († 1539)
- Giacomo († 1543)
- Maria (1544-1611)
- Eitel Federico IV (1545-1605) di Hohenzollern, I Conte di Hohenzollern-Hechingen
- Carlo II (1547-1606), Conte di Hohenzollern-Sigmaringen
- Giovanna (1548-1604), sposò il Conte Guglielmo di Oettingen († 1602)
- Maria Giacobba (1549-1578), sposò il Conte Leonardo di Harrach († 1597)
- Cristoforo (1552-1592), Conte di Hohenzollern-Haigerloch, sposò Caterina di Welsperg († 1608)
- Maddalena (1553-1571)
- Gioacchino (1554-1587), Conte di Hohenzollern, sposò Anna di Hohnstein († dopo il 1620)
- Cristina (* 1555)
- Amalia (1557-1603)
- Cunegonda (1558-1595)

## Ascendenza
|                                               |                                 |                               | Genitori                                         |  |  | Nonni |  |  | Bisnonni                                 |  |  | Trisnonni                                  |  |
|                                               |                                 |                               |                                                  |  |  |       |  |  | Jobst Niccolò I, X conte di Hohenzollern |  |  | Eitel Federico I, IX conte di Hohenzollern |  |
|                                               |                                 |                               |                                                  |  |  |       |  |  | Jobst Niccolò I, X conte di Hohenzollern |  |  | Eitel Federico I, IX conte di Hohenzollern |  |
|                                               |                                 | Ursula di Räzüns              |                                                  |  |  |       |  |  | Jobst Niccolò I, X conte di Hohenzollern |  |  |                                            |  |
| Eitel Federico II, XI conte di Hohenzollern   |                                 |                               |                                                  |  |  |       |  |  | Jobst Niccolò I, X conte di Hohenzollern |  |  |                                            |  |
|                                               |                                 | Agnese di Werdenberg-Sargans  | Giovanni IV di Werdenberg-Sargans                |  |  |       |  |  |                                          |  |  |                                            |  |
|                                               |                                 | Agnese di Werdenberg-Sargans  | Giovanni IV di Werdenberg-Sargans                |  |  |       |  |  |                                          |  |  |                                            |  |
|                                               |                                 | Agnese di Werdenberg-Sargans  | Elisabetta di Württemberg                        |  |  |       |  |  |                                          |  |  |                                            |  |
| Eitel Federico III, XII conte di Hohenzollern |                                 | Agnese di Werdenberg-Sargans  |                                                  |  |  |       |  |  |                                          |  |  |                                            |  |
|                                               |                                 | Federico, signore di Altmark  | Federico I, VII principe elettore di Brandeburgo |  |  |       |  |  |                                          |  |  |                                            |  |
|                                               |                                 | Federico, signore di Altmark  | Federico I, VII principe elettore di Brandeburgo |  |  |       |  |  |                                          |  |  |                                            |  |
|                                               |                                 | Federico, signore di Altmark  | Elisabetta di Baviera-Landshut                   |  |  |       |  |  |                                          |  |  |                                            |  |
| Maddalena di Altmark                          |                                 | Federico, signore di Altmark  |                                                  |  |  |       |  |  |                                          |  |  |                                            |  |
|                                               |                                 | Agnese di Pomerania-Barth     | Barnim VIII, I duca di Pomerania-Barth           |  |  |       |  |  |                                          |  |  |                                            |  |
|                                               |                                 | Agnese di Pomerania-Barth     | Barnim VIII, I duca di Pomerania-Barth           |  |  |       |  |  |                                          |  |  |                                            |  |
|                                               |                                 | Agnese di Pomerania-Barth     | Anna di Roden                                    |  |  |       |  |  |                                          |  |  |                                            |  |
| Carlo I, XIII conte di Hohenzollern           |                                 | Agnese di Pomerania-Barth     |                                                  |  |  |       |  |  |                                          |  |  |                                            |  |
|                                               | Enrico III, VI conte di Witthem | Enrico II, V conte di Witthem |                                                  |  |  |       |  |  |                                          |  |  |                                            |  |
|                                               | Enrico III, VI conte di Witthem | Enrico II, V conte di Witthem |                                                  |  |  |       |  |  |                                          |  |  |                                            |  |
|                                               | Enrico III, VI conte di Witthem | Giacomina di Glymes           |                                                  |  |  |       |  |  |                                          |  |  |                                            |  |
| Filippo, VII conte di Witthem                 | Enrico III, VI conte di Witthem |                               |                                                  |  |  |       |  |  |                                          |  |  |                                            |  |
|                                               |                                 | Elisabeth di Spout            | Bernardo di Spout                                |  |  |       |  |  |                                          |  |  |                                            |  |
|                                               |                                 | Elisabeth di Spout            | Bernardo di Spout                                |  |  |       |  |  |                                          |  |  |                                            |  |
|                                               |                                 | Elisabeth di Spout            | Isabella d'Arquennes                             |  |  |       |  |  |                                          |  |  |                                            |  |
| Giovanna di Witthem                           |                                 | Elisabeth di Spout            |                                                  |  |  |       |  |  |                                          |  |  |                                            |  |
|                                               |                                 | Giovanni di Halewyn           | Gualtiero III di Halewyn                         |  |  |       |  |  |                                          |  |  |                                            |  |
|                                               |                                 | Giovanni di Halewyn           | Gualtiero III di Halewyn                         |  |  |       |  |  |                                          |  |  |                                            |  |
|                                               |                                 | Giovanni di Halewyn           | Giacomina di Wisch                               |  |  |       |  |  |                                          |  |  |                                            |  |
| Agnese di Halewyn                             |                                 | Giovanni di Halewyn           |                                                  |  |  |       |  |  |                                          |  |  |                                            |  |
|                                               |                                 | Giovanna de La Clyte          | Giovanni II de La Clyte                          |  |  |       |  |  |                                          |  |  |                                            |  |
|                                               |                                 | Giovanna de La Clyte          | Giovanni II de La Clyte                          |  |  |       |  |  |                                          |  |  |                                            |  |
|                                               |                                 | Giovanna de La Clyte          | Giovanna d'Estouteville                          |  |  |       |  |  |                                          |  |  |                                            |  |
|                                               |                                 | Giovanna de La Clyte          |                                                  |  |  |       |  |  |                                          |  |  |                                            |  |